# Сечавур
Сечавур (монг. Сачуур) — монгольский военачальник, сподвижник Чингисхана и один из его нойонов-тысячников. Существует мнение, что Сечавура следует отождествлять с Шикиуром, кравчим Чингиса, упоминаемым в «Сокровенном сказании монголов».
О происхождении и ранних годах Сечавура ничего не известно; некоторые исследователи предполагают, что он служил сначала отцу Чингиса Есугею, затем ушёл к вождю джадаранов Джамухе и только после этого оказался на службе у будущего хана монголов, заняв при нём должность кравчего.
Одно из немногих упоминаний о Сечавуре относится к 1196 году и связано с конфликтом между Чингисханом и джуркинским предводителем Сача-беки. По случаю присоединения к своему улусу новых племён Чингисхан пригласил джуркинов на пир, где Сечавур, раздавая угощения, нарушил порядок подачи по старшинству гостя, начав с молодой жены Сача-беки Эбегай. Оскорблённые джуркинские старейшины Хорочжин-хатун и Хуурчин-хатун ударили Сечавура, и в отместку за случившееся Чингисхан приказал своим воинам избить джуркинов. Проиграв в жестокой драке, джуркины предложили примирение, которое, однако, оказалось недолгим: вскоре после потасовки на пиру Сача-беки в отсутствие Чингисхана напал на его ставку, за что впоследствии был схвачен и казнён, а его племя — истреблено.
За заслуги перед Чингисханом Сечавур впоследствии был пожалован в нойоны-тысячники; известно, что во времена тангутских походов Чингиса он был ещё жив и даже получил должность высшего чиновника — битекчи.

## В культуре
Сечавур (Шикиур) и ссора монголов с джуркинами упоминаются в романе И. К. Калашникова «Жестокий век» (1978).